# 反应物
反应物（reactant），在化学中又常称试剂（reagent，analytical reagent），是化学反应中消耗的物质。在生物学中，则常称作底物或受质。
虽然化学反应中一般也涉及溶剂和催化剂，然而它们通常不被算作反应物。术语“试剂”更强调该种化学物质的某种特定用途。